# Bozakites nigrigenis
Bozakites nigrigenis är en stekelart som först beskrevs av André Seyrig 1952.  Bozakites nigrigenis ingår i släktet Bozakites och familjen brokparasitsteklar. Inga underarter finns listade.